# Scania G
Scania G — крупнотоннажный грузовой автомобиль, серийно выпускаемый шведской компанией Scania c 2005 года.

## Первое поколение (2005—2017)

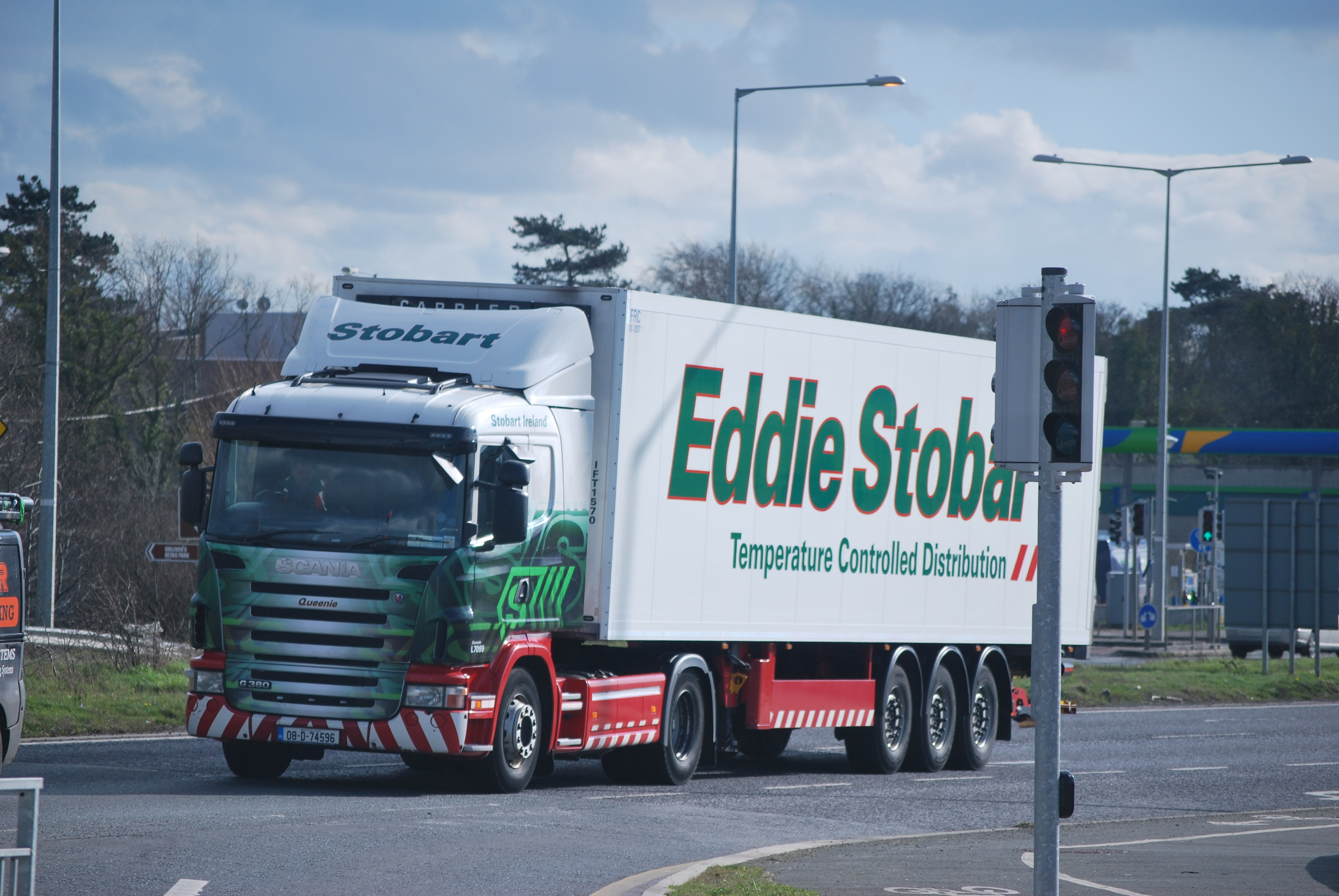
Scania G-Series Первого Поколения.

Крупнотоннажники Scania G могут быть оснащены пятью вариантами кабин: три спальные кабины, дневная кабина и короткая кабина. Они находятся на уровень выше крупнотоннажника Scania P в отношении внутреннего пространства и совместимости двигателя. Это означает не только дополнительное место для груза и лучший комфорт, но ещё и позволяет водителям выбрать рядный двигатель 8,9 л (230—310 л. с.), 9,3 л (230 л. с.), 11,7 л (340—480 л. с.) и 12,7 л (360—480 л. с.).
Многочисленные комбинации шасси, двигателя и кабины предоставляют возможность дальнейшего выбора: начиная с опций коробок передач и прочности каркаса — до высоты шасси и системы подвески.
В 2010 году модель обновили, была изменена решётка радиатора и оснастка.
В 2013 году модель модернизировали во второй раз, сменив фары и оснащение.

## Второе поколение (2017 — настоящее время)

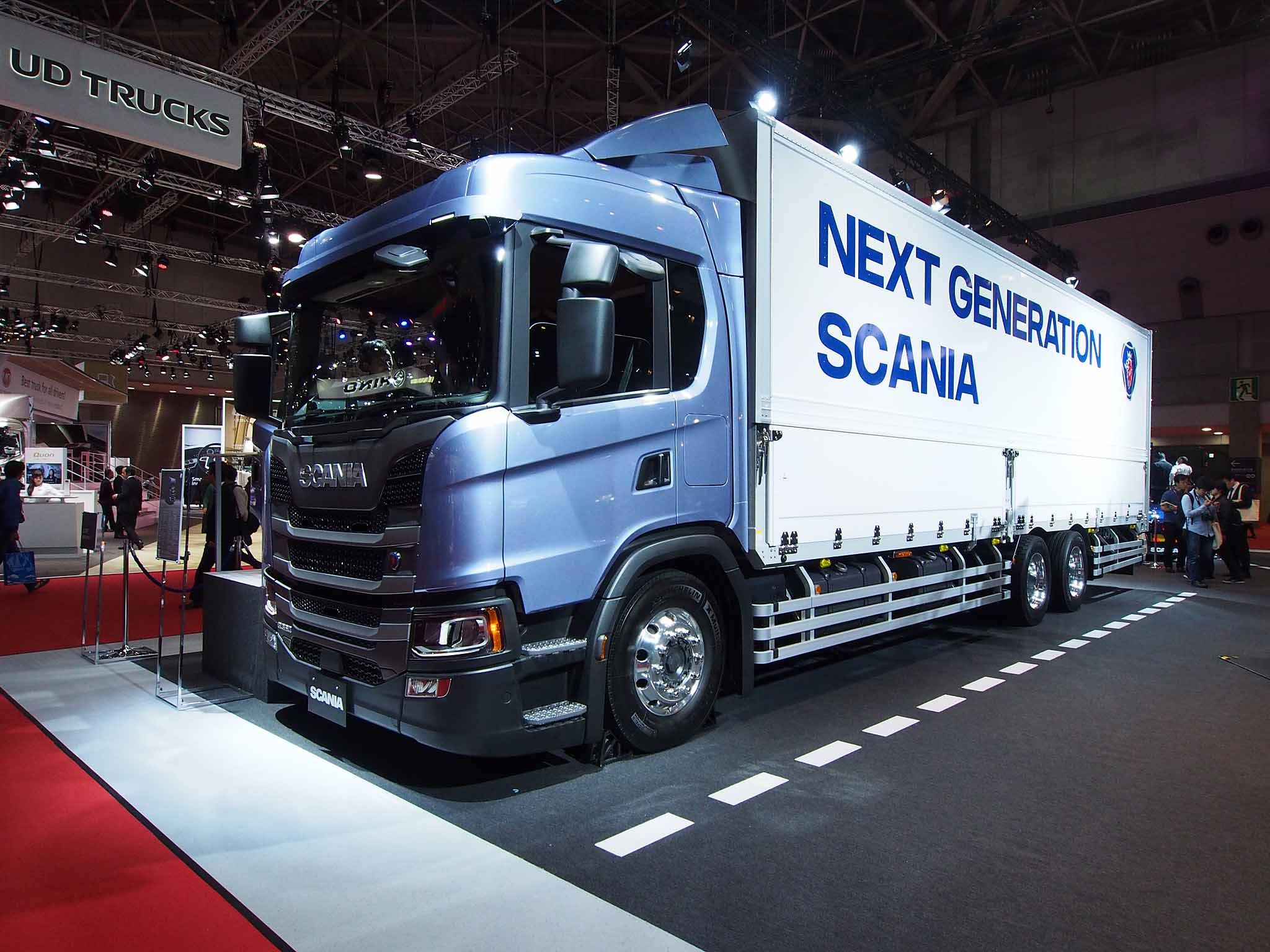
Обновлённая Scania G — Series второго поколения.

В 2017 году дебютировало новое поколение Scania P-series. Кабина в новой генерации получила окна большей площади, более тонкие передние стойки и оптимизированную обзорность вперёд благодаря более низкой передней панели. Существуют также пять вариантов кабин: три спальные кабины, дневная кабина и короткая кабина.

## Фотогалерея

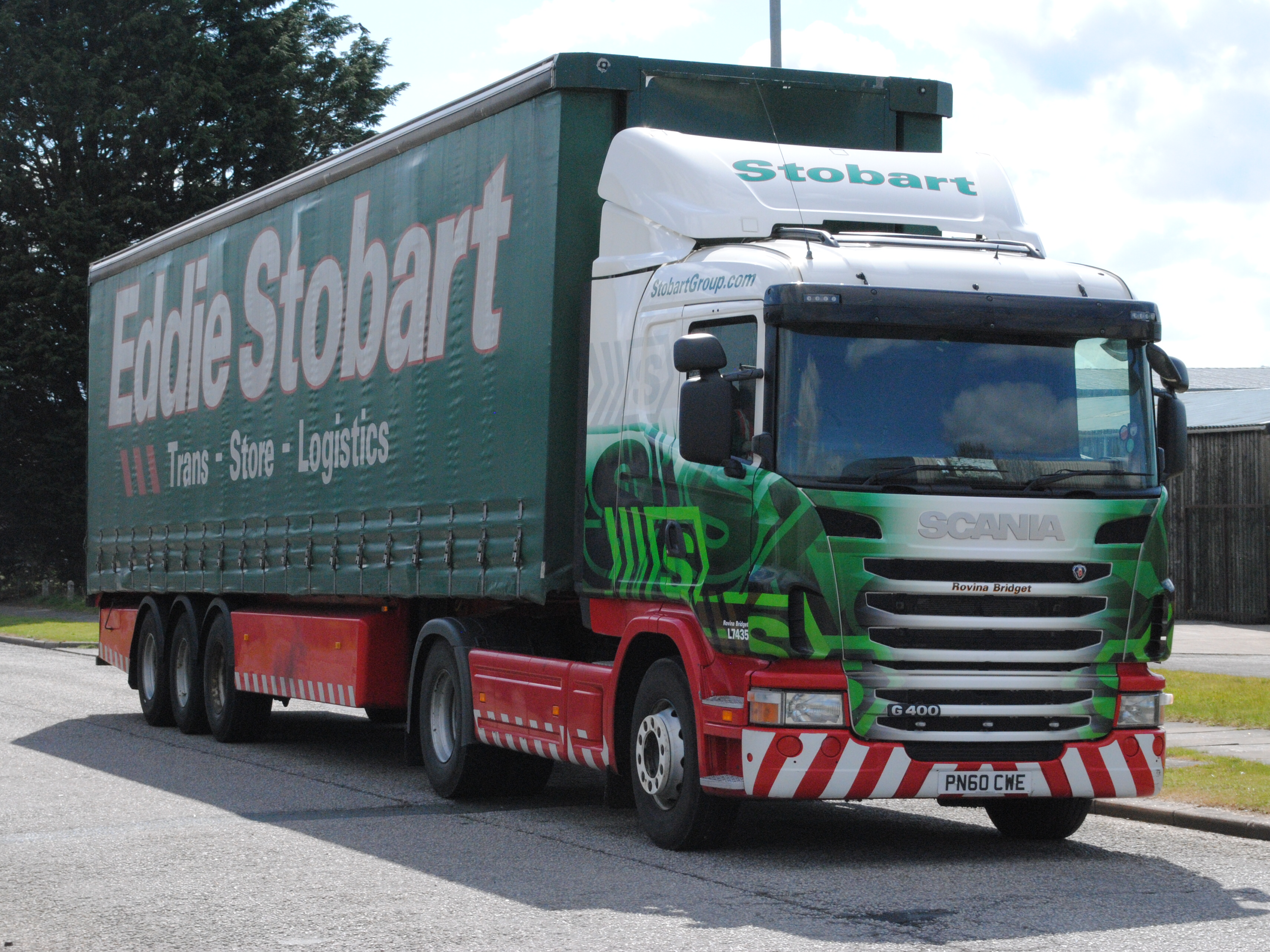
Тягач Scania G - Series первого поколения (рестайлинг).
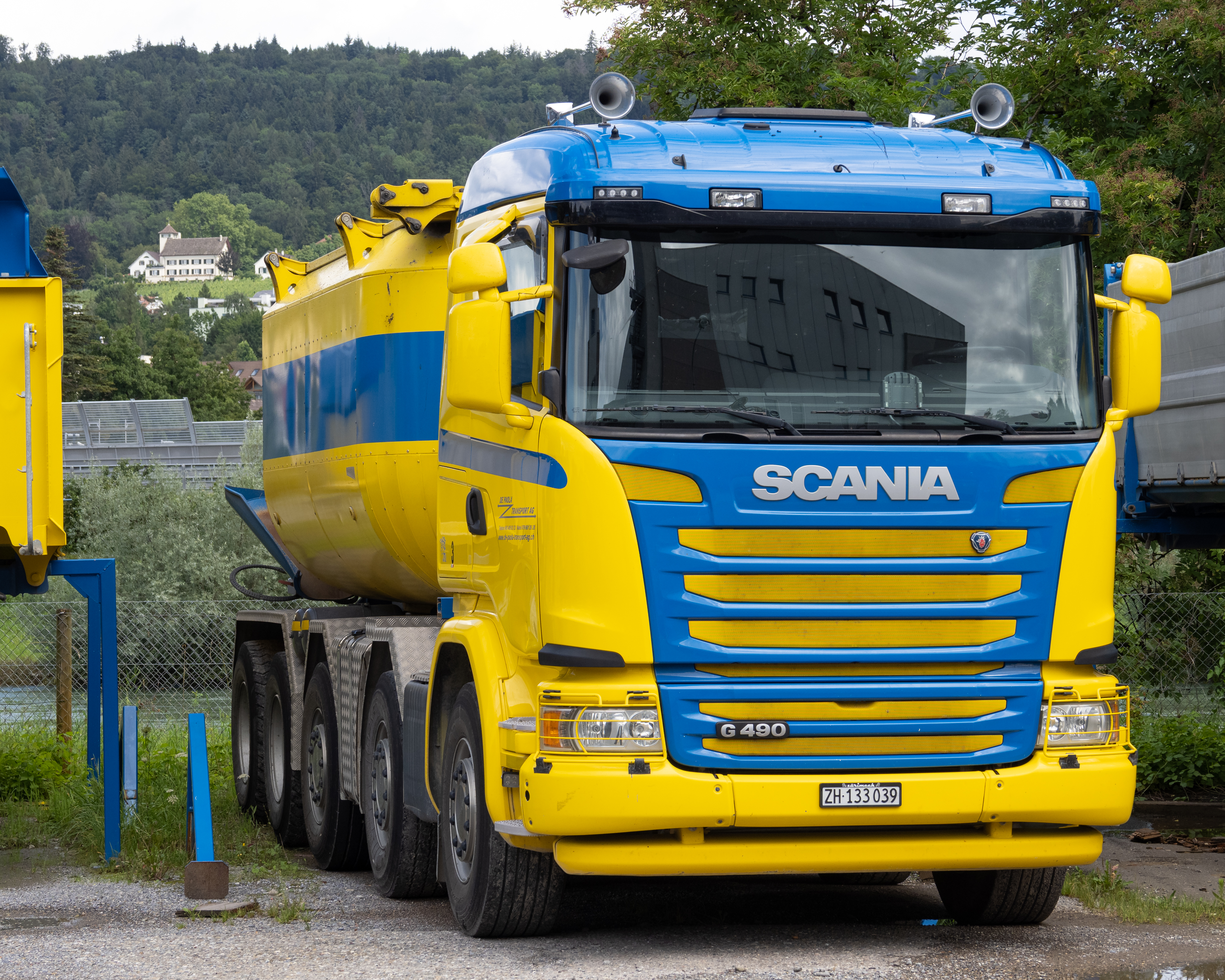
Scania G490
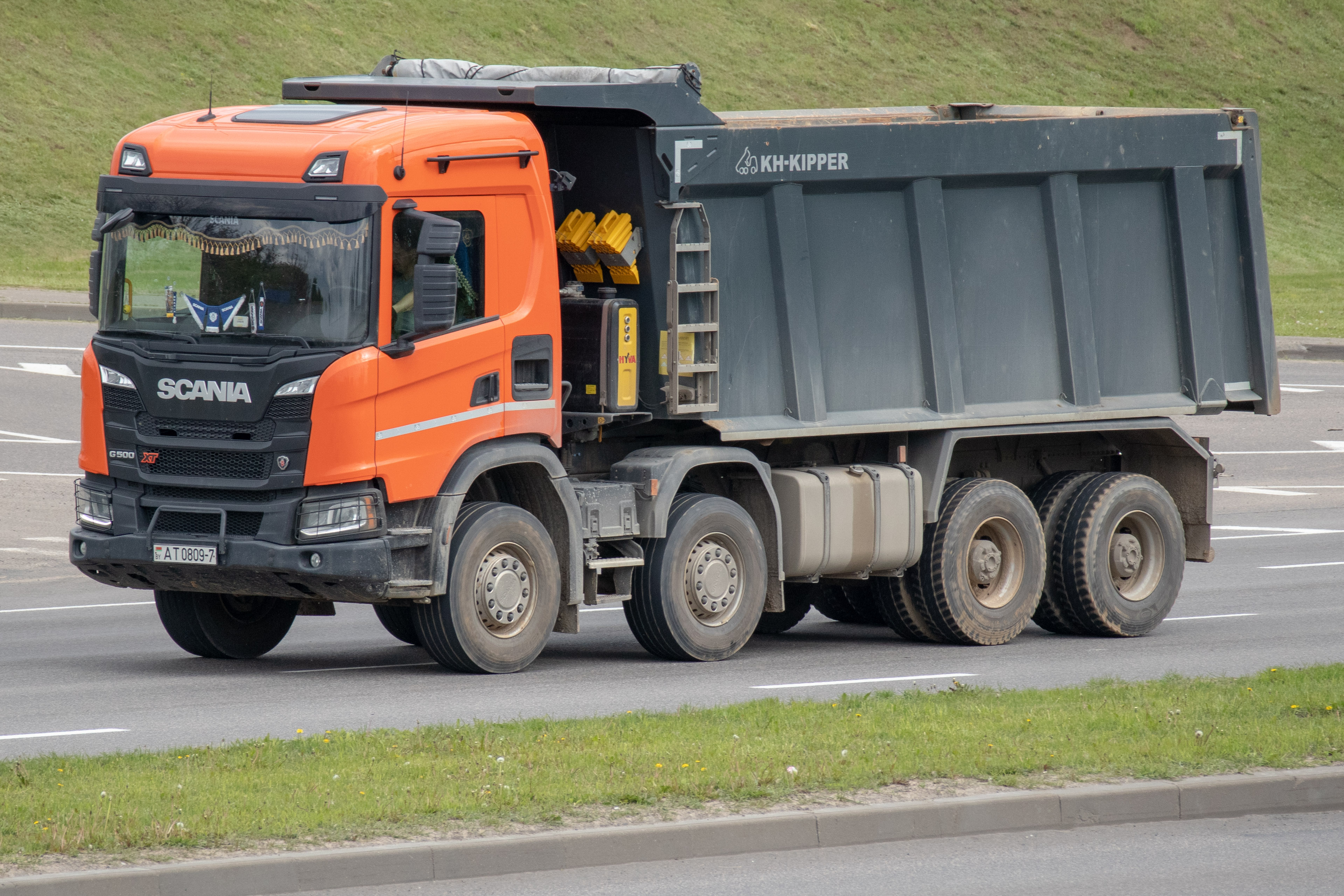
Самосвал Scania G500 второго поколения с колёсной формулой 8х4.